# 이시가미 시즈카
이시가미 시즈카(일본어: 石上 静香, 1988년 9월 14일 ~ )는 일본의 여자 성우이다. 프로 피트 소속.
도쿄도 출신.

## 작품
- 정령사의 검무:엘리스 파렌가르트
- 불꽃 소방대 2장:5th 엔젤 3